# 日向石
日向石（ひなたいし）は、神奈川県伊勢原市日向で採掘される凝灰岩。丹沢山地で採掘される七沢石として総称されることもある。

## 地質学的特徴
伊勢原市日向地区には17か所の石切場跡が確認されている。丹沢山地大山の東側では、厚木市七沢地区、清川村煤ケ谷地区でも、日向石と同様の凝灰岩質の石材を採掘していた石切場があった。
これら凝灰岩質の岩石は、約1350万年前から1140万年前にかけての新第三紀、フィリピン海プレートの北東縁にあった海底火山の活動によって噴出した火山灰、軽石、火山岩のかけらなどが海底に堆積することによって形成された。新第三紀、フィリピン海プレート北東縁において凝灰岩層などが堆積した地層の総称を丹沢層群と呼び、日向石として採掘していた凝灰岩質の岩石は、丹沢層群の中位にある煤ガ谷亜層群の不動尻層、大沢層に存在する。
日向石のような凝灰岩質の石材は、風化に弱いという欠点があるものの、軟質で加工が容易であるため価格も安く、江戸時代から石材として広く用いられるようになった。

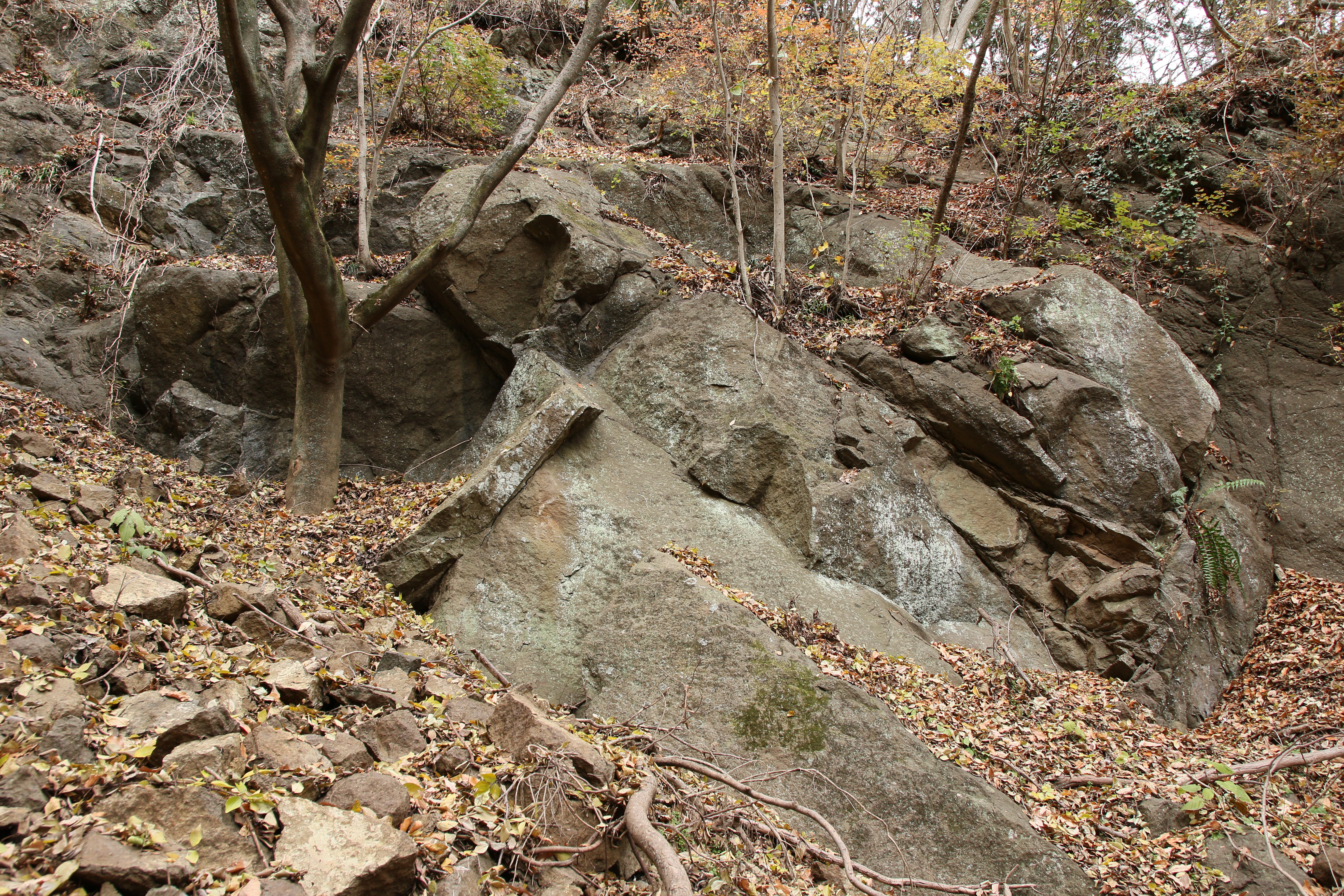
日向石丁場の日向石
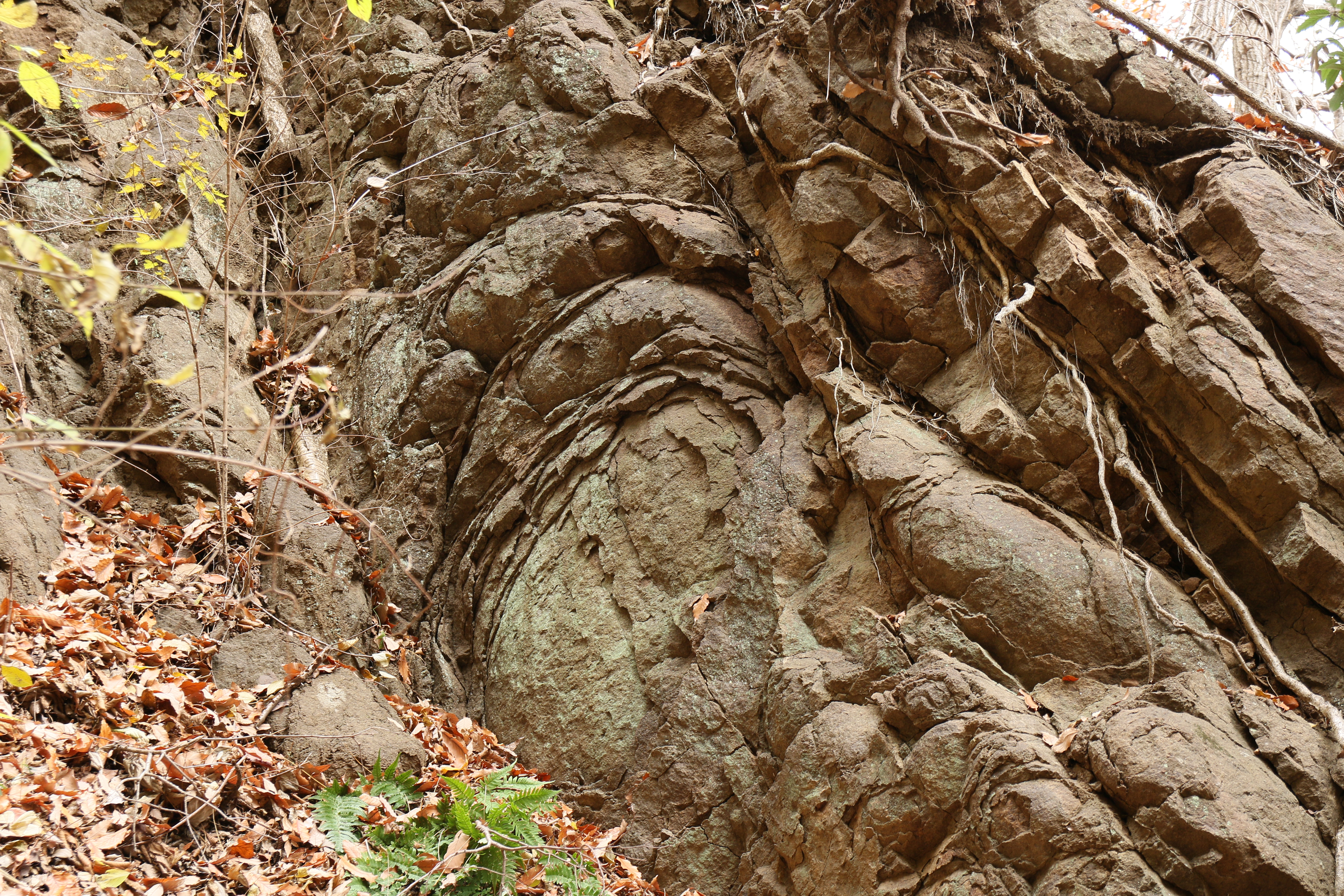
風化した日向石
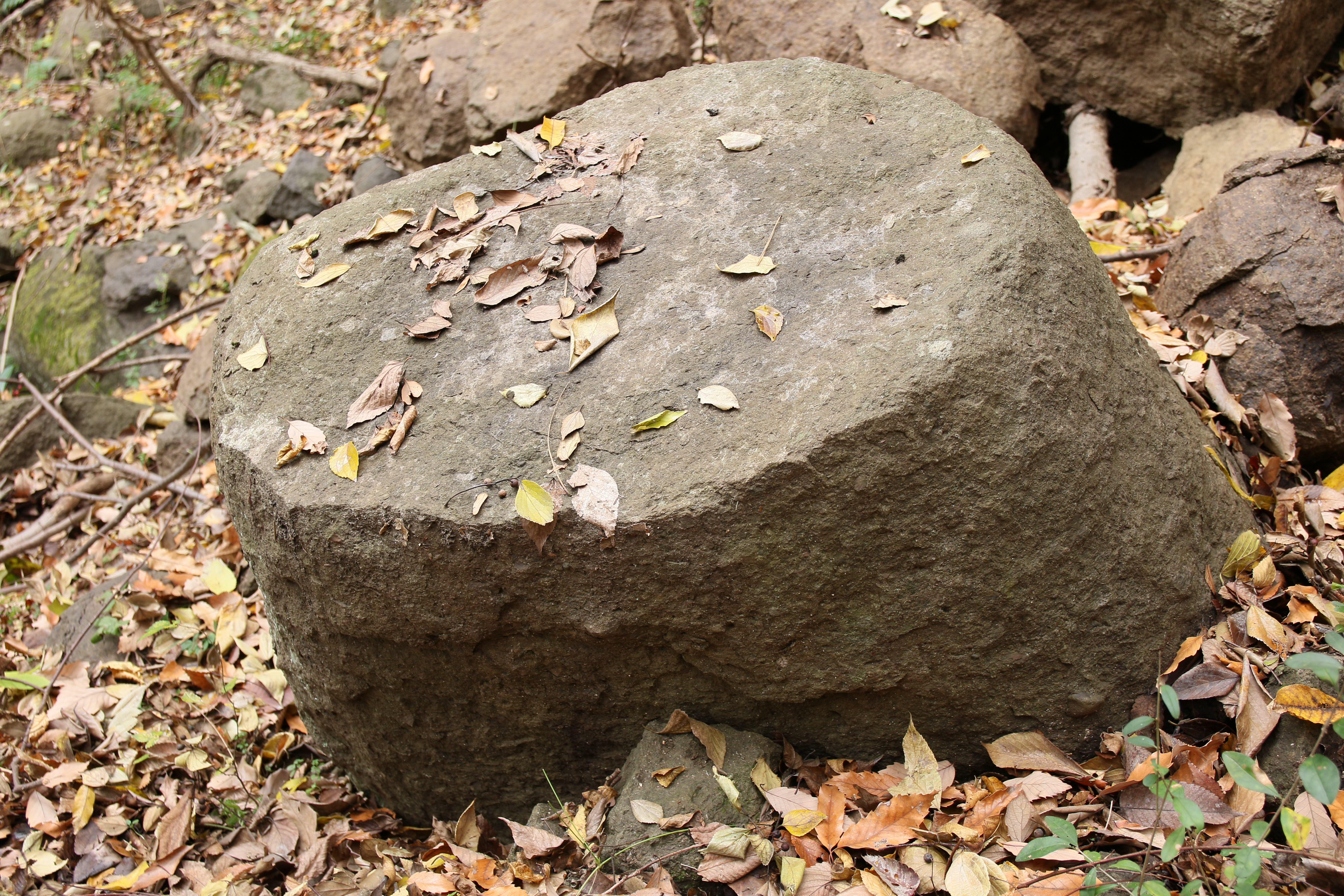
日向石丁場の残石
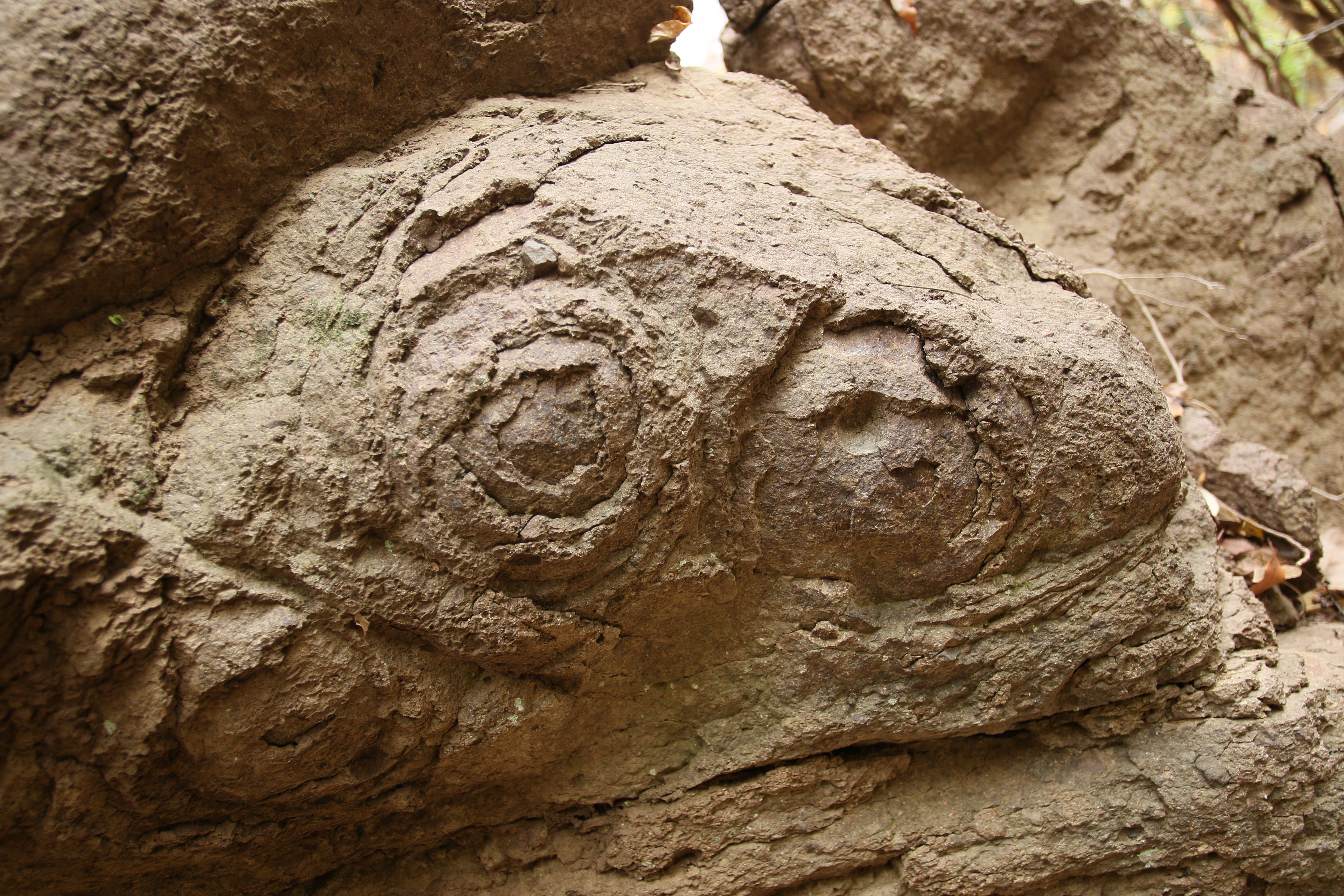
タマネギ状の風化の見られる日向石

## 採掘方法

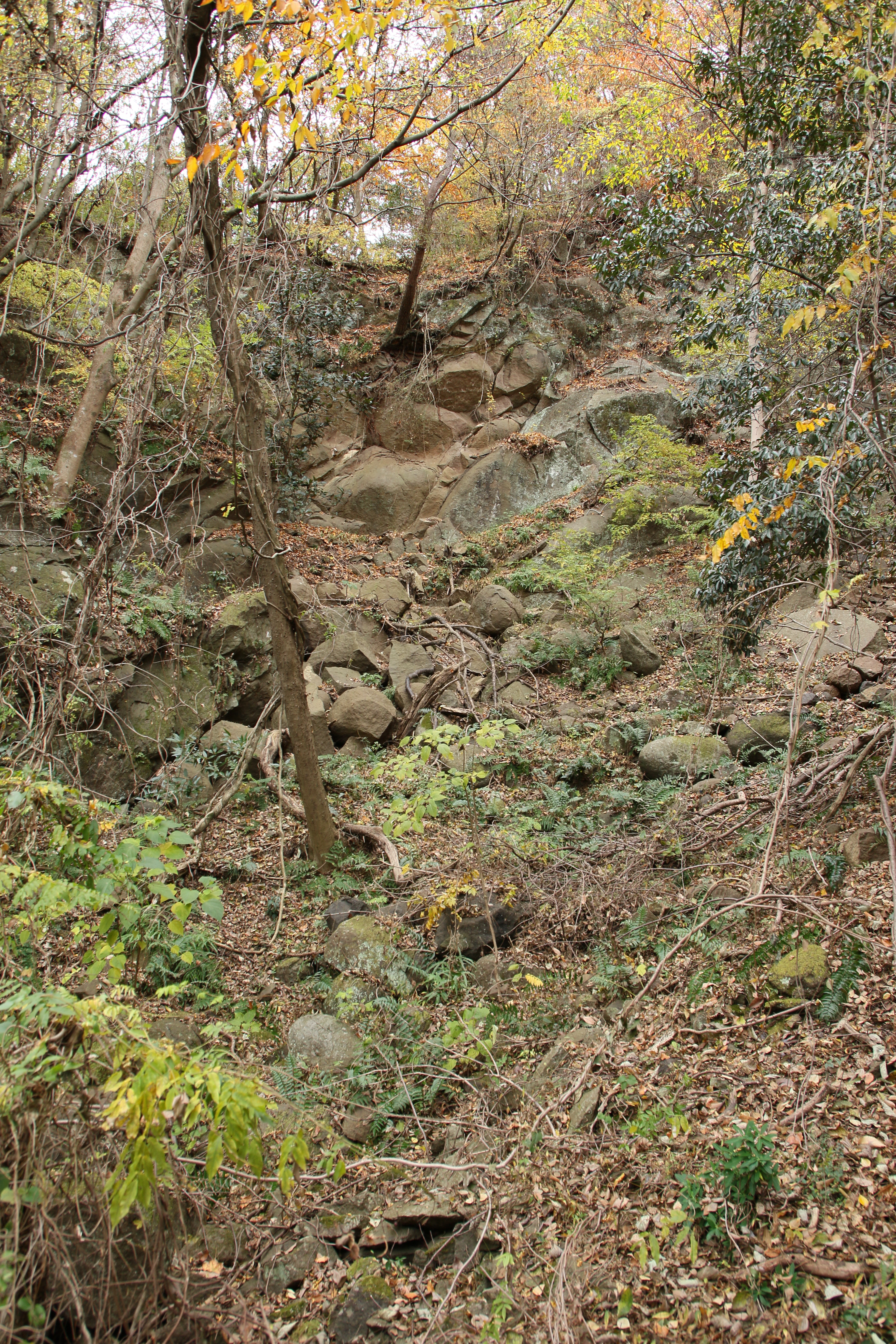
丸山（326 m）下の日向石丁場（2018年12月撮影）

日向石は、伊勢原市日向、上粕屋を中心に、1970年（昭和45年）頃まで切り出しが行われていた。石切場は、日向川にかかる十二神橋の南側（渋田の石切り）、盛徳寺裏の山腹北側（石切沢、柳沢）、神奈川県立伊勢原射撃場の北側（一之郷）などにあった。道具には、切り出し用と加工用、道具補修のための鍛冶道具がある。

### 切り出し
石切場での切り出しは、(1)イシワリ（石割り）・イシホリ（石堀り）、(2)オオワリ、(3)コワリ、(4)アラシアゲ、(5)ヒンダシの工程で行われた。
(1)イシワリ（石割り）・イシホリ（石堀り）は、火薬を使って割る方法と、ヤとよぶクサビ（楔）を打ち込んで割る方法で行われた。火薬を使って割る場合は、テッポウノミで割る石の大きさに応じて三尺 - 四尺（1 m前後）掘って、そこに火薬を詰め、導火線を入れ土を詰め火をつけ爆発させる。火薬には、黒色火薬、カージットが使われた。黒色火薬では縦横四方に石が割れ、カージットでは八方に石が破裂した。ヤを使って割る場合は、ノミをセットウと呼ぶ槌で叩き、普通の石で五寸（約15 cm）おき位、堅い石で三寸（約9 cm）おき位にヤアナを掘り、そこにヤを入れ、オオゲンノウで2、3回叩いて割る。
(2)オオワリ、(3)コワリでは、ヤを使ったイシワリと同じ方法で、必要な大きさまで小さく割っていく。オオワリは、山腹を転がる程度に割るのが目安とされた。
(4)アラシアゲでは、オオガネと呼ぶ曲尺（さしがね）で、少し余裕を持ったおおよその寸法まで割っていき、三角やコブの部分を斧（よき）でならして、大まかな面を作る。
(5)ヒンダシでは、樫の木で作った橇で斜面を下ろし、それを手車や牛車で運搬した。

### 加工・仕上げ
アラシアゲされた製品は、石屋に運ばれ、製品に加工、仕上げられる。基本的には、(1)ガイドラインを作るスミギリ、(2)面を出すノミギリ、(3)面の平滑化のためのリョウハシアゲ、(4)ミガキの工程で作業が行われる

## 歴史
日向石は、小松石や根府川石のような幕府などの大規模な土木工事に係わりを持つことなく、生活用具や石造物など、民間の需要に支えられて発展した。慶長年間（1596年-1615年）には七沢周辺の石材が供養塔の素材として利用されていた形跡があり、圭頭板型碑や庚申塔等が伊勢原、平塚北部など産地周辺地域で多くみられる。煤ヶ谷周辺には石工集団も土着していた。
元禄年間（1688年-1704年）に高遠石工らが産石地に出稼ぎとして入るようになり土着の石工達に影響を与え、さらに七沢、日向でも石切場を開発していった。日向村の採石業もこの地の名主鍛代家が信州の石工を連れてきて始めたものと伝えられている。この鍛代家は日向石の丁場の支配と商品化された石材の問屋としても機能していた。したがって日向では採石者と二次加工者は分立しうる条件があった。石工達の移入は大正期まで続いた。
近世中期以降の宗教石造物は、それまでの輝石安山岩に代わって凝灰岩が主流となっていく。
明治末に発行された高部屋村誌によれば、1年間の出荷額が5000円から6000円になったとされている。1936年（昭和11年）の高部屋村勢要覧では、生産額は3071円となっている。戦前までの農業の合間に行う業態から、1955年（昭和30年）頃から専業化し地元で産出する石材を用いず、他の産地から石材を購入し、加工を主とした業態へと代わっていった。

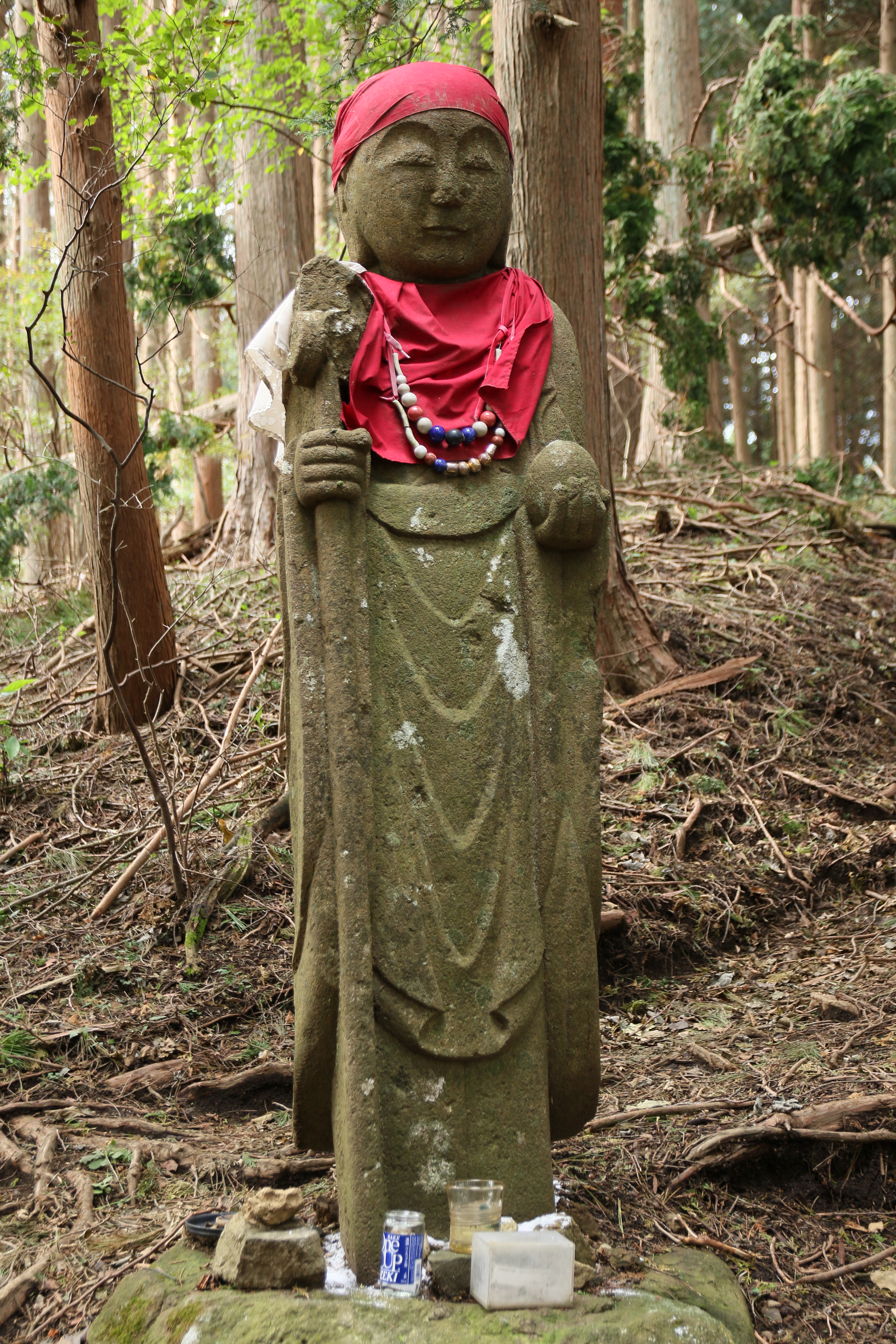
日向石工・勝五郎作の地蔵
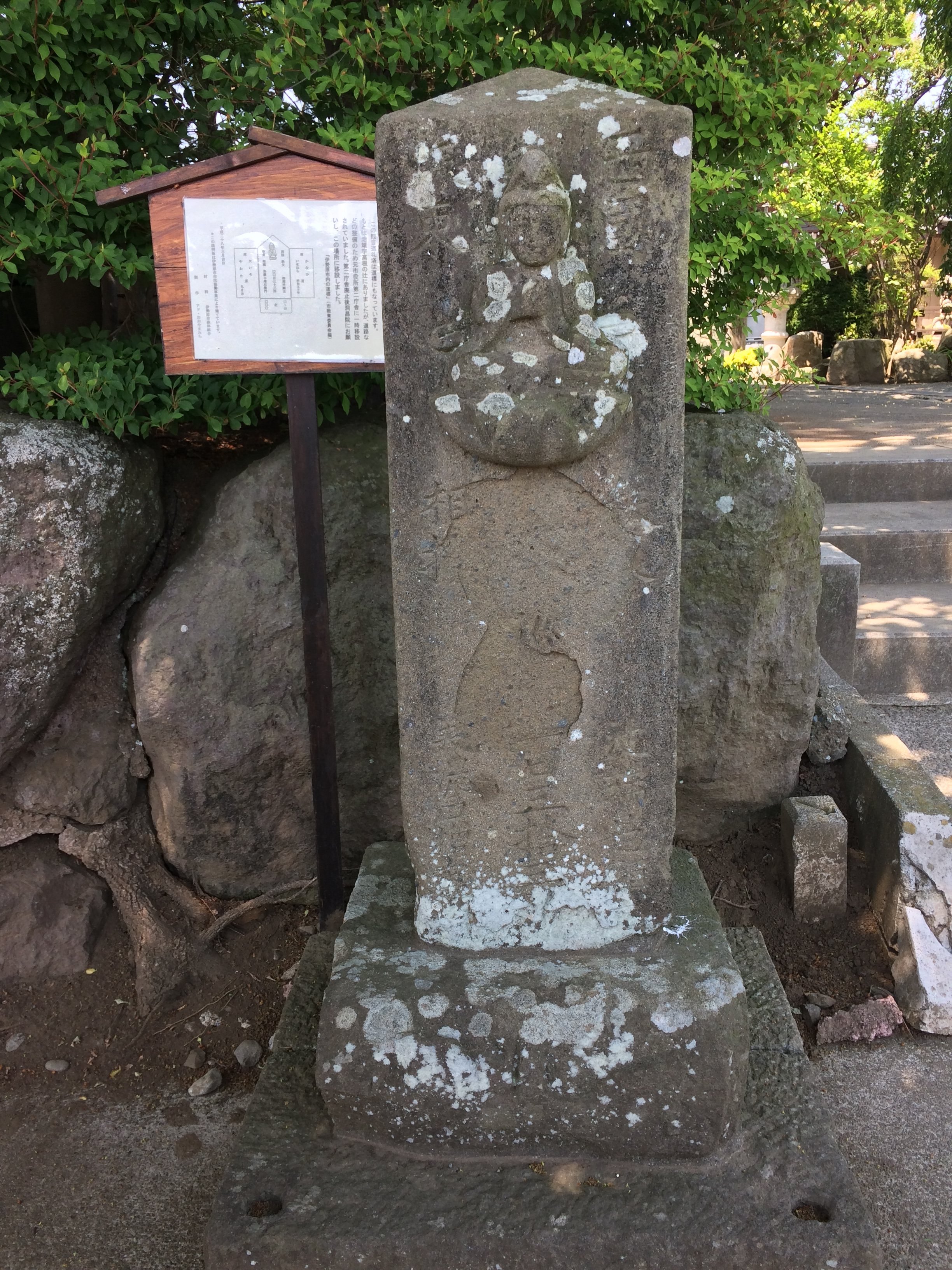
洞昌院 (伊勢原市) にある道標

2021年（令和3年）には、日向石の歴史や文化の継承と産業復活をめざす民間のプロジェクト「サニーオン」が大山をモチーフにして日向石で制作した箸置きが、OMOTENASHI Selection（おもてなしセレクション）を受賞した。

## 交通アクセス
産地である神奈川県伊勢原市日向にある丸山（326 m）下の日向石丁場
- 小田急小田原線伊勢原駅北方5キロメートル[1]
- 神奈川県立伊勢原射撃場の西にある丸山の南東面標高190 - 260メートル付近[16]